# Mistrzostwa Europy w Wioślarstwie 2011 – czwórka podwójna kobiet
Czwórka podwójna kobiet (W4x) – konkurencja rozgrywana podczas 71. Mistrzostw Europy w Wioślarstwie w bułgarskim Płowdiw, w dniu 18 sierpnia 2011 r. W zmaganiach udział wzięło 6 osad. Zwyciężczyniami zostały reprezentantki Ukrainy.

## Składy osad
| Państwo | Zawodnicy                                                                    |
| ------- | ---------------------------------------------------------------------------- |
| Francja | Noemie Kober, Marion Rialet, Helene Lefebvre, Marie Le Nepvou                |
| Polska  | Karolina Gniadek, Sylwia Lewandowska, Agnieszka Kobus, Natalia Madaj         |
| Rumunia | Ioana Craciun, Camelia Lupascu, Cristina Ilie, Nicoleta Albu                 |
| Rosja   | Inga Dudczenko, Marija Ancyfierowa, Jewgienija Sołdunowa, Julija Kalinowska  |
| Ukraina | Natalija Huba, Tetiana Kolesnikowa, Switłana Spiriuchowa, Kateryna Tarasenko |
| Włochy  | Gaia Palma, Giada Colombo, Alessandra Patelli, Valentina Calabrese           |

## Wyniki

### Finał
| Poz. | Osada   | Rezultat | Uwagi |
| ---- | ------- | -------- | ----- |
| 1    | Ukraina | 6:32,750 |       |
| 2    | Polska  | 6:35,300 |       |
| 3    | Rumunia | 6:41,610 |       |
| 4    | Włochy  | 6:48,560 |       |
| 5    | Rosja   | 6:50,740 |       |
| 6    | Francja | 6:55,330 |       |